# Melanie Weber-Moritz
Melanie Weber-Moritz (* 27. Dezember 1973 in Bad Hersfeld) ist eine deutsche Verbandsfunktionärin. Sie ist seit 2025 Präsidentin des Deutschen Mieterbundes, dessen Direktorin sie zuvor von 2019 bis 2025 war.

## Leben
Weber-Moritz studierte in Göttingen, Bristol und Berlin Politik- und Sozialwissenschaften und promovierte zu Fragen des Klimaschutzes. Sie war als wissenschaftliche Mitarbeiterin an der Freien Universität Berlin und an der Humboldt-Universität zu Berlin tätig. Von 2007 bis 2015 leitete sie den Fachbereich Umwelt bei der Verbraucher Initiative. Von 2015 bis 2019 war sie Geschäftsführerin der Deutschen Stiftung Verbraucherschutz.
2019 wurde Weber-Moritz Direktorin des Deutschen Mieterbundes. In diesem Amt war sie auch Geschäftsführerin des DMB-Verlages und Chefredakteurin der MieterZeitung. Seit 2024 ist sie außerdem Vorsitzende des Verwaltungsrats des Verbraucherzentrale Bundesverbandes sowie Vorstandsvorsitzende der Deutschen Stiftung Verbraucherschutz. Am 26. Juni 2025 wurde sie zur Präsidentin des Deutschen Mieterbundes gewählt. Sie löste Lukas Siebenkotten ab, dem sie bereits 2019 im Direktorenposten nachgefolgt war.